# アウクスブルク信仰告白の弁証

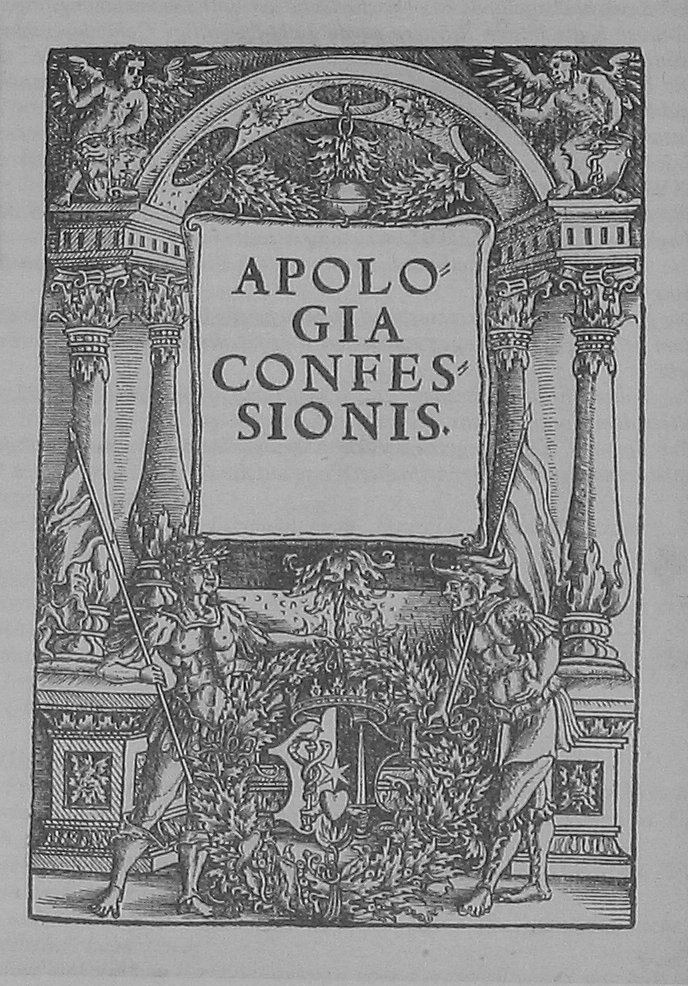
『アウクスブルク信仰告白の弁証』表紙（1531年）

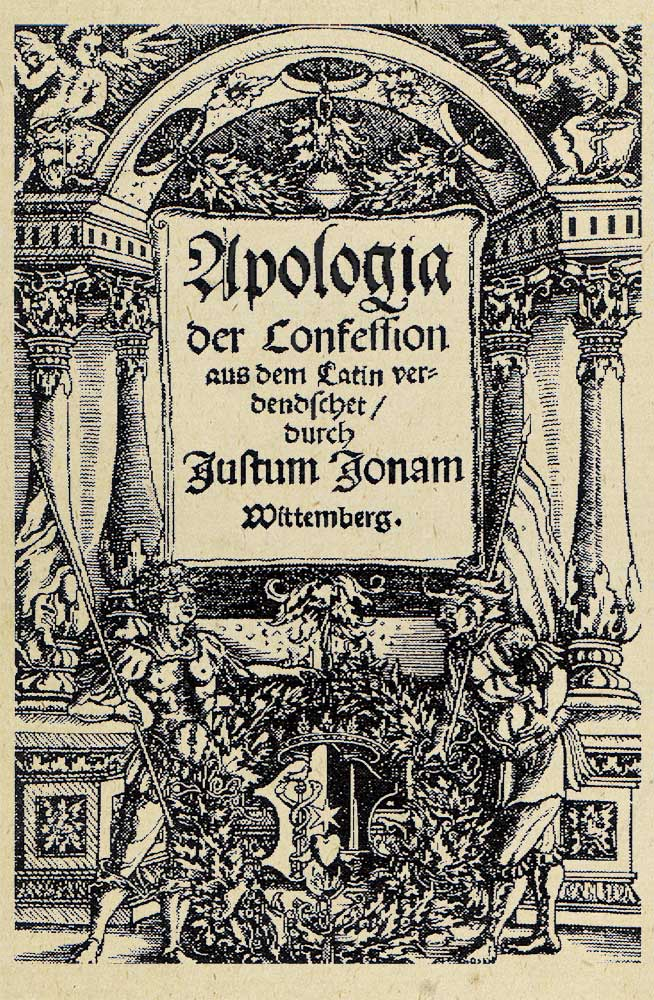
ドイツ語版『アウクスブルク信仰告白の弁証』口絵（ユストゥス・ヨナス（父））

『アウクスブルク信仰告白の弁証』（アウクスブルクしんこうこくはくのべんしょう、独: Apologie der Confessio Augustana、羅: Apologia Confessionis Augustanae）は、ローマ・カトリック教会が『アウクスブルク信仰告白』に対して提唱した反論への弁明書。フィリップ・メランヒトンによって執筆されたが、マルティン・ルターの影響も大きい。
本書は当初、1530年のアウクスブルク帝国議会において神聖ローマ帝国皇帝カール5世に献呈される予定だったが、皇帝によって却下された。1531年4月末に初めて出版が実現した。
また、本書は1537年のシュマルカルデン議会においてプロテスタント教会の信条書として公式に認められた。

## 歴史
『アウクスブルク信仰告白の弁証』は、1530年9月22日のアウクスブルク帝国議会で皇帝カール5世に献呈される予定だったが却下された、いわゆる『アウクスブルク弁証（独: Augsburger Apologie）』に端を発する。『アウクスブルク弁証』は、アウクスブルク帝国議会においてローマ・カトリック側からの反論が読み上げられた際にプロテスタントの神学者らが口述した事柄の記録をもとにして書かれたものに過ぎなかった。
メランヒトンはこの『アウクスブルク弁証』をもとにして1531年1月までに内容を膨らませ、「予備草案（独: Vorentwurf）」と呼ばれるものを作成した。その中にはローマ・カトリック側による反論の写しも含まれていた。しかし、この「予備草案」はメランヒトン自身によって破棄された。
その後、『アウクスブルク弁証』と「予備草案」の両方の論旨が四折り版にまとめられ、1531年4月末に『アウクスブルク信仰告白』との二重版として印刷業者ゲオルク・ラウによって出版された。
これに続いて、同年9月には、特に義認に関する内容が改訂され、八折り版として出版された。1584年にはルター派の『和協信条書（独: Konkordienbuch）』において、より原文に近くルター派の教理にも近いという理由で、この八折り版が従来の四折り版に置き換えられることとなった。

## 内容
本書も『アウクスブルク信仰告白』と同様に28条から成るが、より詳細に扱われている。特に義認に関する条項（第4、12、20条）は大幅に膨らまされており、本書のほとんど半分を占めている。
メランヒトンは300ページに及ぶ本書を皮肉にも「短い論争（羅: disputatio brevis）」と呼んだが、むろん短いとは言えない。むしろ「神学討論（独: theologische Abhandlung）」あるいは「註解書（独: Kommentar）」 と呼ぶべきものである。
意外にも本書はローマ・カトリック教会が『アウクスブルク信仰告白』に対して提起した反論にほとんど言及していない。その代わりに、ガブリエル・ビールのような比較的新しいスコラ学者たちとは一線を画した義認についての論を展開し、ローマ・カトリック教会に対する批判の主たるテーマとしている。極めて攻撃的な論調が用いられており、反対者は「涜神者（羅: impius）」、「狂信者（羅: furor）」と罵倒され、はっきりと非難されている。本書はしばしば論証を必要としない明確で分かりやすい教理書ともされる。